# Citroën C-Crosser

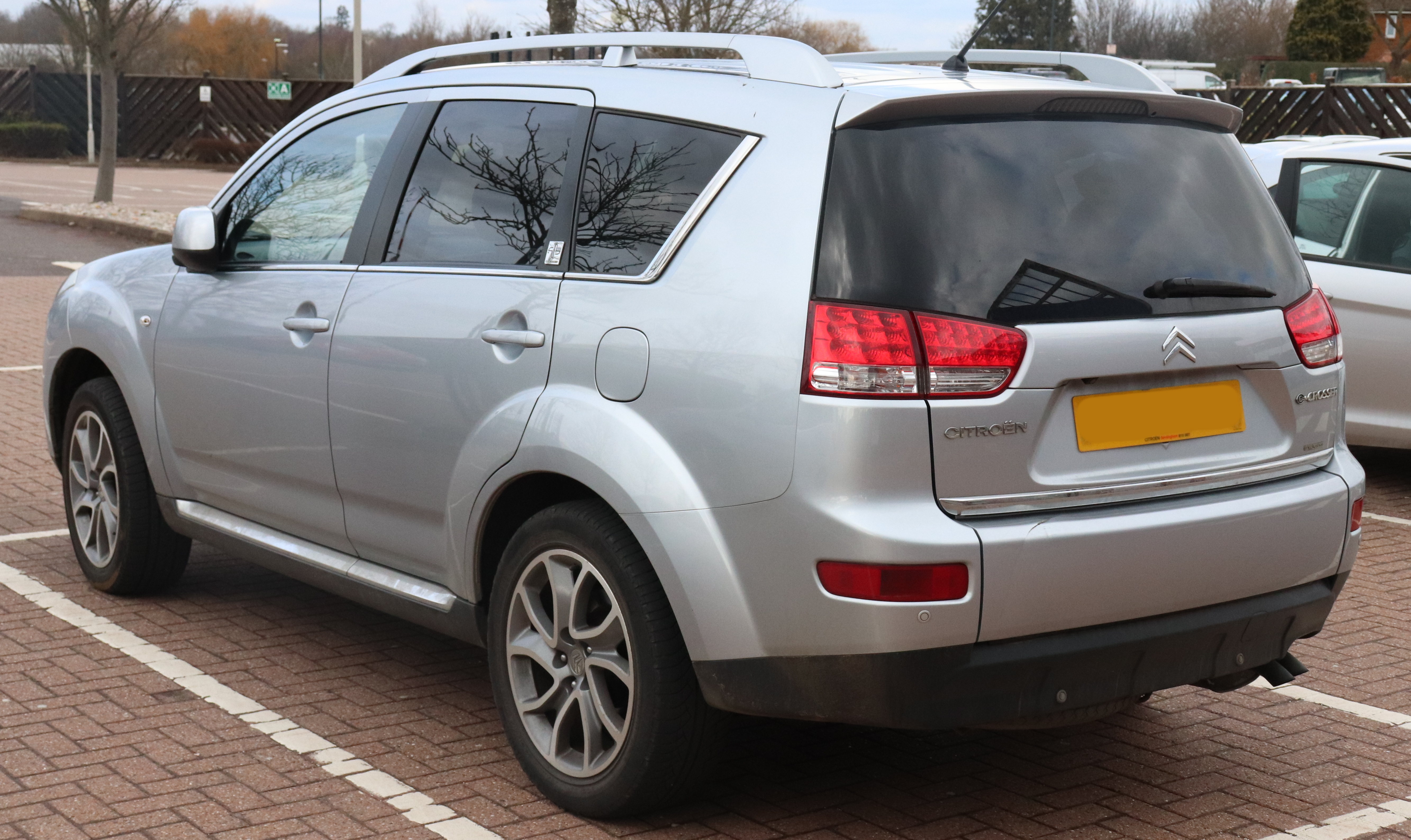
Citroën C-Crosser

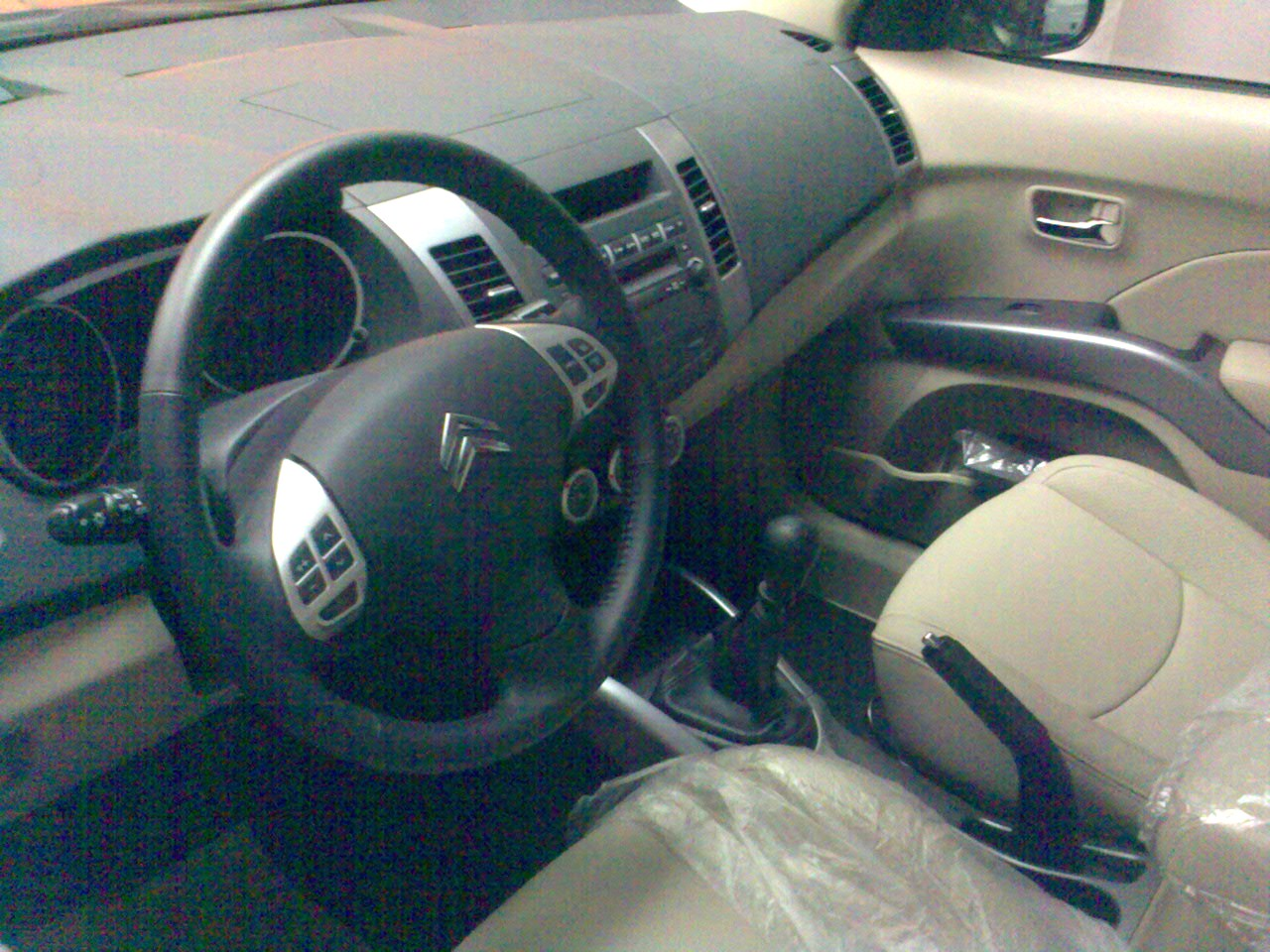

Citroën C-Crosser — компактний кросовер-позашляховик французького автовиробника Citroën, який виготовлявся з 2007 по 2013 рік і був розроблений на основі Mitsubishi Outlander другого покоління, на розтягнутій платформі GS, яку компанія Mitsubishi розробила спільно з концерном DaimlerChrysler. Автомобіль комплектувався бензиновим двигуном 2,4 л потужністю 170 к.с. З 2009 року автомобіль також комплектувався турбодизелем 2,2 л HDi потужністю 155 к.с. виробництва Citroën.
Шасі Citroën C-Crosser містить незалежну підвіску (McPherson спереду і багатоважільну ззаду), кермове управління з гідросистемою, дискові гальма всіх коліс (передні вентильовані) і система повного приводу (окремі модифікації) з електронним управлінням, що дозволяє з допомогою перемикача вибирати режим в залежності від дорожніх і погодних умов: економічний передній привід 2WD, постійний повний привід 4WD, повний привід з блокуванням диференціала 4WD Lock для складних умов.

## Двигуни
| Модель     | Циліндри   | Об'єм      | Потужність                       | Крутний момент        | Vмакс      | Розгін, 0–100 км/год | Привід     | Роки випуску    |
| Бензиновий | Бензиновий | Бензиновий | Бензиновий                       | Бензиновий            | Бензиновий | Бензиновий           | Бензиновий | Бензиновий      |
| ---------- | ---------- | ---------- | -------------------------------- | --------------------- | ---------- | -------------------- | ---------- | --------------- |
| 2.4        | 4          | 2360 см³   | 125 kW (170 к.с.) при 6000 об/хв | 232 Нм при 4100 об/хв | 190 км/год | 9,6 с                | 4WD        | 07/2007–02/2012 |
| Дизельний  |            |            |                                  |                       |            |                      |            |                 |
| 2.2 HDi    | 4          | 2179 см³   | 115 kW (156 к.с.) при 4000 об/хв | 380 Нм при 2000 об/хв | 200 км/год | 9,9 с                | 4WD        | 11/2009–03/2013 |